# Notomicrus huttoni
Notomicrus huttoni is een keversoort uit de familie diksprietwaterkevers (Noteridae). De wetenschappelijke naam van de soort werd in 1978 gepubliceerd door Young.